# Federal Air Marshal Service
Federal Air Marshal Service (FAMS, Federální letečtí maršálové) je policejní sbor zařazený pod Transportation Security Administration (TSA), agenturu spadající pod ministerstvo vnitřní bezpečnosti Spojených států amerických. Jeho úkolem je dodržování bezpečnosti na palubě letadel, zejména pak v případě pokusu o únos letadla.

## Funkce
Úkolem leteckých maršálů je dohlížet na bezpečnost letu. Cestují vždy v civilním oblečení, cestující tak nejsou schopni poznat, že jde o federálního agenta. Jediní, kdo ví, že se agent na palubě letadla bude nacházet nebo nachází, je vybraný personál letiště a posádka letadla. Agenti jsou při výkonu své služby vyzbrojeni střelnou zbraní Sig Sauer P229 nebo Sig Sauer P239, teleskopickým obuškem a pouty. Jsou trénováni tak, aby případného útočníka v případě nutnosti okamžitě zastavili, hlavním terčem je tak hrudník útočníka a následně střelba do hlavy.